# Tallvedsnematod
Tallvedsnematoden (Bursaphelenchus xylophilus), är en rundmaskart. Tallvedsnematoden angriper barrträd, främst inom tallsläktet (Pinus spp.). Den sprids naturligt av vektorer, arter av tallbock (Monochamus spp.). Långväga spridning sker genom handel med trä, träprodukter och träemballage. Tallvedsnematoden är en allvarlig växtskadegörare och kan göra stor ekonomisk och miljömässig skada. Denna art är en karantänsskadegörare och alla misstänkta fynd av den ska därför rapporteras till Jordbruksverket.
Artens ursprungliga utbredningsområde är Nordamerika. Den upptäcktes under 1920-talet för första gången i Japan och 1999 i Portugal. Tallvedsnematoden blir cirka en millimeter lång. Ett drabbat träd kan vid varma temperaturer som ligger vid 20°C dö i loppet av några månader.